# 沃夫岡·呂茨
沃夫岡·呂茨（德語：Wolfgang Lüth，1913年10月15日—1945年5月14日）是第二次世界大戰中德國的一位王牌潛艇指揮官，他指揮潛艇出擊15次，擊沉43艘船，共230,781噸，另外還在出擊期間擊沉法國潛艇桃莉絲號潛艇。其戰功僅次於奧托·克瑞奇米爾的擊沉46艘船，共273,043噸的紀錄
呂茨於1933年加入共和政府的「國家海軍」，經過短期在水面艦訓練後於1936年轉至潛艇部隊服役。1939年12月，他受命指揮U-9号，進行了6次的海上巡弋。1940年6月他改為指揮U-138号，出擊了2次；1940年10月，他被調至U-43，出擊5次。1942年9月，他轉調U-181，出擊2次，在第二次的任務中完成在南非和印度洋的巡弋，擊沉10,3712噸的船隻。1943年8月11日，呂茨獲得鑽石橡葉帶劍騎士鐵十字勳章。他是德國海軍中第一位獲得此勳章的指揮官，另一位獲得者也是潛艇指揮官—阿爾布雷希特·布蘭迪，德國海軍僅2位獲得此勳榮。1944年8月1日，呂茨被指派為米爾維克海軍軍官學校的潛艇顧問，同年9月18日被推為校長。1945年5月13日凌晨，呂茨遭到校區警衛營的士兵意外射殺。最後呂茨被授予國葬，不但是唯一被受以國葬的潛艇指揮官，這也是第三帝國最後一次的國葬。

## 生平
沃夫岡·呂茨在1913年10月15日出生於俄羅斯帝國的里加一個波罗的海德国人家庭。他在當地唸了文科中学，之後又在赫達學院（Herda Institue）唸了三學期的法律學。在父母同意後，呂茨於1933年4月1日加入國家海軍。完成基礎訓練後，呂茨被送至波羅的海的施特拉尔松的校區（1933年4月1日至1933年6月29日），之後轉到練習帆船戈克福克號（Gorch Fock），並在9月23日成為見習水手。他起先服役於水面艦隊，搭乘巡洋艦卡爾斯魯赫號（Karlsruhe）進行9個月的世界巡迴（1933年9月24日至1934年6月27日），在1934年7月1日升為見習少尉。在1936年10月1日成為正規少尉。1937年2月，呂茨被轉到潛艇部隊服役，在1938年6月1日升為中尉，7月時作為第二值更軍官在U-27上服役（1938年7月3日至1938年10月23日）。在西班牙內戰期間，呂茨以觀測官的身份在愛爾溫·瓦希爾（Erwin Wassner）的潛艇上巡弋於西班牙海域（19394月13日至1939年5月18日）。10月，呂茨以第一值更官的身份轉至海因里希·萊貝（Heinrich Liebe）上尉指揮的U-38，萊貝上尉是位在二次大戰期間將被授予橡葉騎士鐵十字勳章的軍官，也是著名的王牌潛艇長之一。呂茨隨著U-38巡弋自1939年8月19日至9月18日，同時，二次大戰已在9月1日開戰。

### 戰爭初期
1939年12月，呂茨以艦長的身份開始指揮U艇II型的U-9号，並出擊過6次，總計擊沉敵人7艘船，共16,669噸，在此期間還有重創一艘驅逐艦和擊沉法國潛艇桃莉絲號（Doris）。之後轉調至指揮U-138号，前往大西洋戰鬥巡弋盟國船隻（1940年8月30日至9月25日），呂茨出擊過2次，獲得擊沉船隻39,971噸的成果。這艘潛艇上服役的2名軍官在大戰後期都獲得了騎士鐵十字勳章，分別是他的機械士卡爾-海因茲·委柏（Karl-Heinz Wiebe）和值更軍官海因裡希·桑拿爾（Heinrich Schonder）（在U-77服役時獲得）。
1940年6月27日，呂茨被改派指揮U-138号，在他的第一次出擊就獲得擊沉4艘船，共34,644噸的戰果。10月，呂茨第二次出擊返航後，他的戰績有攻擊4,562噸的挪威商船Dagrun號（但沒命中）、擊沉5,327噸的英國商船Bonheur號和擊傷6,993噸的英國油輪British Glory號。呂茨在1940年9月23日首次在國防軍日報（Wehrmachtbericht）中被提及，另外在10月24日被獲頒騎士十字鐵十字勳章。
1940年10月21日，呂茨轉而指揮U-43，是一艘作戰能力屬長距離型的U艇IX型，他一共出擊了5次，出海204天，擊沉共64,852噸的12艘船。1941年1月1日，呂茨晉升中尉。呂茨同其他高級指揮官，因為他們的經驗豐富，又增加一項重要任務—培養未來的潛艇指揮官，曾在呂茨艦上服役的
艾里希·溫德曼（Erich Würdemann）就在1943年指揮U-506，並得到騎士十字鐵十字勳章，然而卻在同年1943年7月14日陣亡。

### U-181
1942年5月9日，呂茨轉而指揮U艇IX型的U-181，並在1942年9月自基爾軍港出發，開始第一次的出擊。呂茨與U-181的任務是巡弋於印度洋和南非海域。呂茨在10月抵達開普敦，並在一個月的時間裡擊沉敵人12艘船隻，共58,381噸，然後於1943年1月回到法國波爾多。1942年11月13日，呂茨被授予橡葉騎士鐵十字勳章。第二次出擊，呂茨前往印度洋，穿過南非，進入印度洋與巡弋於毛里求斯一帶海域。呂茨這次的海上巡弋持續了205天之久（1943年3月23日—1943年10月14日），為大戰裡德國海軍海上巡弋時間第2長者（巡弋時間第一長者為U-196艦長—艾狄特-弗里德里希·肯達特（Eitel-Friedrich Kentrat），巡弋了225天），這次行動也擊沉了10艘共45,331噸的船隻，他因此於1943年4月1日被晉升為海軍少校；4月15日，他的鐵十字勳章上加掛「寶劍」，最後在同年8月9日成為鑽石橡葉佩劍騎士鐵十字勳章。這次的巡弋，呂茨為兩位表現優異的艦員提名獲頒了騎士鐵十字勳章，分別是機械長卡爾-奧谷斯都·蘭德曼（Carl-August Landfermann）和第二值更軍官喬漢斯·林巴企（Johannes Limbach）。

### 任教
再過了5年於U艇的服役時間、15次出擊、600多天於海上巡弋的紀錄，在1944年1月，呂茨被調升為駐於哥德哈芬的第22潛艇艦隊司令（該單位主要作為訓練潛艇指揮官）。8月1日晉升中校，並調任米爾維克海軍軍官學校，於1944年7月時被任命為第1分遣潛艇艦隊司令。9月1日，晉升上校。在友人克勞斯·科茨（Klaus Korth）的幫助下，完成一本關於他潛艇經驗的書，描寫如何克服長時間遠洋而受影響的潛艇官兵心情。1944年9月18日，年僅31歲的呂茨被任命為海軍官校校長。

### 意外身亡

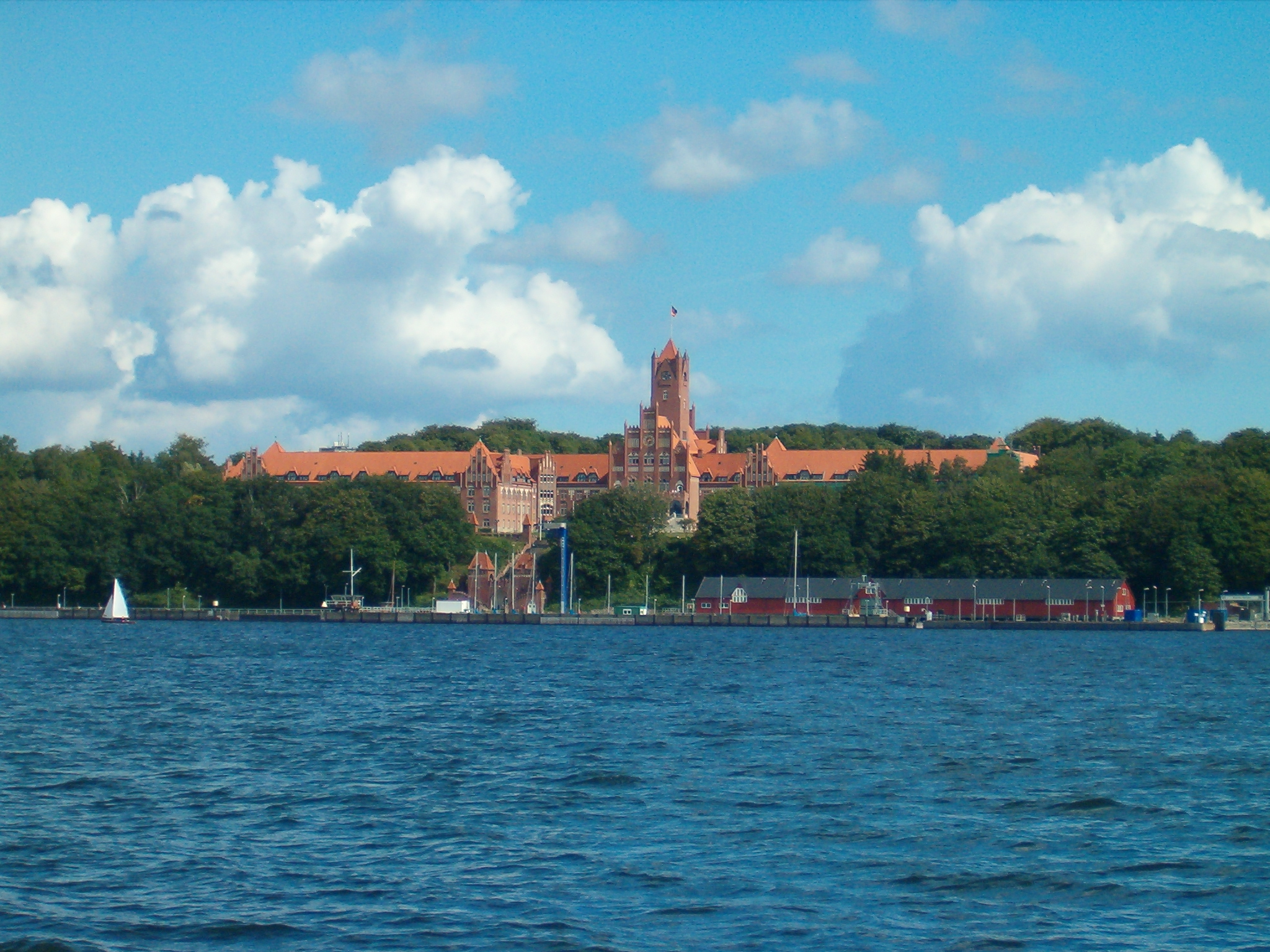
米爾維克海軍軍官學校

1945年5月5日，英國軍隊已佔領弗倫斯堡，但在米爾維克校內同平常作息，德國水兵和軍官仍被允許配戴武器，而校長呂茨也被允許自己下達保衛學校的命令。呂茨在校外周圍地區立起告示牌寫道：「警告！任何不經大門進入而擅自闖入此區者，將在不給予警告的情況下開槍射擊。」不久，呂茨將下達給衛兵的命令改為「衛兵必須問口令，若問了對方不回答就立刻開槍射擊。」
5月13日，海軍機械士卡爾·法蘭茲（Karl Franz）擔任警衛官，負責當天晚上的安全。到了午夜，天氣轉為風雨交加，風強到許多衛兵都聽不見彼此說話的聲音；然而呂茨選在這天來巡視，他自剛開完會的大樓走出，因為暴風雨而將衣領拉高趕路，法蘭茲上前與他報告狀況，呂茨在聽完後又往前走去，在法蘭茲轉身準備前去他處時，聽到有人大聲喊道「站住！」三次，接著就是一聲槍響。法蘭茲趕緊前去查看，發現中槍者就是呂茨，而開槍者則是哨兵–馬地亞斯·哥特洛布（Mathias Gottlob），幾分鐘後醫官判定呂茨已經死亡。鄧尼茲接到副官傳來此事的消息，一開始還以為是誰開了一個惡劣的玩笑，但確認後鄧尼茲召開聽證會和軍事法庭，聽取哥特洛布和其他人的證詞。哥特洛布表示他沒有認出他是誰，他問了3次口令但都沒有回應，於是他扣下了扳機，甚至沒有瞄準。在整理所有人的結論後，法院宣佈哥特洛布無罪。

呂茨的葬禮場景

鄧尼茲要求駐於該處的英軍司令羅伯斯上校（Roberts）的允許，要求辦一個國葬，他允許了。由鄧尼茲致詞，6名得過騎士鐵十字勳章的潛艇艦長，身穿軍禮服、手持軍刀、組成儀隊，並舉槍對空齊射以表敬意，後葬於愛德比教堂（Adelby Church）的墓地。1975年5月，德國的聯邦海軍替呂茨在學校立了一個紀念碑。

## 戰果摘要
呂茨在戰爭期間擊沉46艘船隻，共225,204總噸位，其中一艘為軍艦，有552總噸位。另外還擊傷了兩艘船，共17,343噸。呂茨的最後一次出擊指揮U-181在海上待了206天，自英國開普敦航行至馬達加斯加，締造了第二次世界大戰潛艇出擊時間第二長的紀錄。
| 日期           | 潛艇編號 | 船名                                     | 所屬國家 | 總噸數 | 結果                                                               |
| -------------- | -------- | ---------------------------------------- | -------- | ------ | ------------------------------------------------------------------ |
| 1940年1月18日  | U-9号    | 弗蘭迪雅號（Flandria）                   | 瑞典     | 1,179  | 被擊沉於 54°00′N 03°40′E / 54.000°N 3.667°E                        |
| 1940年1月19日  | U-9号    | 帕翠雅號（Patria）                       | 瑞典     | 1,188  | 被擊沉於 54°00′N 03°30′E / 54.000°N 3.500°E                        |
| 1940年2月11日  | U-9号    | 林達號（Linda）                          | 愛沙尼亞 | 1,213  | 被擊沉於 58°51′N 01°54′E / 58.850°N 1.900°E                        |
| 1940年4月20日  | U-9号    | 某艘驅逐艦                               | —        | —      | 重創                                                               |
| 1940年5月4日   | U-9号    | 聖提布爾希克號（San Tiburcio）           | 英國     | 5,995  | 1941年2月10日，因為觸雷而沉沒於 57°46′N 03°45′E / 57.767°N 3.750°E |
| 1940年5月9日   | U-9号    | 桃莉絲號潛艇                             | 法國     | 552    | 被擊沉於 53°40′N 04°00′E / 53.667°N 4.000°E                        |
| 1940年5月11日  | U-9号    | 都林卡號（Tringa）                       | 英國     | 1,930  | 被擊沉於 51°29′N 02°25′E / 51.483°N 2.417°E                        |
| 1940年5月11日  | U-9号    | 芬伊烏號（Viiu）                         | 愛沙尼亞 | 1,908  | 被擊沉於 51°22′N 02°26′E / 51.367°N 2.433°E                        |
| 1940年5月23日  | U-9号    | 西谷爾德·弗博姆號（Sigurd Faulbaum）     | 比利時   | 3,256  | 被擊沉於 51°29′N 02°38′E / 51.483°N 2.633°E                        |
| 1940年9月20日  | U-138号  | 新賽維拉號（New Sevilla）                | 英國     | 13,801 | 被擊沉於 55°48′N 07°22′W / 55.800°N 7.367°W                        |
| 1940年9月20日  | U-138号  | 布卡號（Boka）                           | 巴拿馬   | 5,560  | 被擊沉於 55°54′N 07°24′W / 55.900°N 7.400°W                        |
| 1940年9月20日  | U-138号  | 希姆卡市號（City of Simla）              | 英國     | 10,138 | 被擊沉於 55°55′N 08°20′W / 55.917°N 8.333°W                        |
| 1940年9月21日  | U-138号  | 帝國探險號（Empire Adventure）           | 英國     | 5,145  | 被擊沉於 55°48′N 07°22′W / 55.800°N 7.367°W                        |
| 1940年10月13日 | U-138号  | 達格朗號（Dagrun）                       | 挪威     | 4,562  | 魚雷並無擊中該船，而命中30到50公尺遠的一艘船。                     |
| 1940年10月15日 | U-138号  | 幸福號（Bonheur）                        | 英國     | 5,327  | 被擊沉於 57°10′N 08°36′W / 57.167°N 8.600°W                        |
| 1940年10月15日 | U-138号  | 英國榮耀號（British Glory）              | 英國     | 6,993  | 被擊傷於 57°10′N 08°36′W / 57.167°N 8.600°W                        |
| 1940年12月2日  | U-43     | 太平洋總統號（Pacific President）        | 英國     | 7,113  | 被擊沉於 56°04′N 18°45′W / 56.067°N 18.750°W                       |
| 1940年12月2日  | U-43     | 維克多·羅斯號（Victor Ross）             | 英國     | 12,247 | 被擊沉於 56°04′N 18°30′W / 56.067°N 18.500°W                       |
| 1940年12月6日  | U-43     | 斯克林姆號（Skrim）                      | 挪威     | 1,902  | 被擊沉於 53°N 21°W / 53°N 21°W                                     |
| 1940年12月13日 | U-43     | 奧拉里（Orari）                          | 英國     | 10,350 | 被擊傷於 49°50′N 20°55′W / 49.833°N 20.917°W                       |
| 1941年5月15日  | U-43     | 沙特萊聖母院號（Notre Dame du Châtelet） | 法國     | 488    | 被擊沉於 48°N 14°W / 48°N 14°W                                     |
| 1941年6月6日   | U-43     | 伊賽海芬號（Yselhaven）                  | 荷蘭     | 4,802  | 被擊沉於 49°25′N 40°54′W / 49.417°N 40.900°W                       |
| 1941年6月17日  | U-43     | 凱塞琳號（Cathrine）                     | 英國     | 2,727  | 被擊沉於 49°30′N 16°00′W / 49.500°N 16.000°W                       |
| 1941年11月29日 | U-43     | 司洛萊銀行號（Thornliebank）             | 英國     | 5,569  | 被擊沉於 41°50′N 29°28′W / 41.833°N 29.467°W                       |
| 1941年11月30日 | U-43     | 阿什比號（Ashby）                        | 英國     | 4,868  | 被擊沉於 36°54′N 29°51′W / 36.900°N 29.850°W                       |
| 1941年12月2日  | U-43     | 星界號（Astral）                         | 美國     | 7,542  | 被擊沉於 35°40′N 24°00′W / 35.667°N 24.000°W                       |
| 1942年1月12日  | U-43     | 亞恩剛恩號（Yngaren）                    | 瑞典     | 5,246  | 被擊沉於 57°00′N 26°00′W / 57.000°N 26.000°W                       |
| 1942年1月14日  | U-43     | 切波號（Chepo）                          | 巴拿馬   | 5,707  | 被擊沉於 58°30′N 19°40′W / 58.500°N 19.667°W                       |
| 1942年1月14日  | U-43     | 帝國衝浪號（Empire Surf）                | 英國     | 6,641  | 被擊沉於 58°42′N 19°18′W / 58.700°N 19.300°W                       |
| 1942年11月3日  | U-181    | 東印度號（East Indian）                  | 美國     | 8,159  | 被擊沉於 37°23′S 13°34′E / 37.383°S 13.567°E                       |
| 1942年11月8日  | U-181    | 喝采號（Plaudit）                        | 巴拿馬   | 5,060  | 被擊沉於 36°00′S 26°32′E / 36.000°S 26.533°E                       |
| 1942年11月10日 | U-181    | K.G.麥德赫號（K.G. Meldahl）             | 挪威     | 3,799  | 被擊沉於 34°59′S 29°45′E / 34.983°S 29.750°E                       |
| 1942年11月13日 | U-181    | 艾克塞羅號（Excello）                    | 美國     | 4,969  | 被擊沉於 32°23′S 30°07′E / 32.383°S 30.117°E                       |
| 1942年11月19日 | U-181    | 剛達號（Gunda）                          | 挪威     | 2,241  | 被擊沉於 25°40′S 35°53′E / 25.667°S 35.883°E                       |
| 1942年11月20日 | U-181    | 克羅因新科號（Corinthiakos）             | 希臘     | 3,562  | 被擊沉於 25°42′S 33°27′E / 25.700°S 33.450°E                       |
| 1942年11月22日 | U-181    | 美鋁密探號（Alcoa Pathfinder）           | 美國     | 6,797  | 被擊沉於 26°59′S 33°10′E / 26.983°S 33.167°E                       |
| 1942年11月24日 | U-181    | 多林頓法院號（Dorington Court）          | 英國     | 5,281  | 被擊沉於 27°00′S 34°45′E / 27.000°S 34.750°E                       |
| 1942年11月24日 | U-181    | 亥羅摩斯山號（Mount Helmos）             | 希臘     | 6,481  | 被擊沉於 26°38′S 34°59′E / 26.633°S 34.983°E                       |
| 1942年11月28日 | U-181    | 伊凡希雅號（Evanthia）                   | 希臘     | 3,551  | 被擊沉於 25°13′S 34°00′E / 25.217°S 34.000°E                       |
| 1942年11月30日 | U-181    | 克林希斯號（Cleanthis）                  | 希臘     | 4,153  | 被擊沉於 24°29′S 35°44′E / 24.483°S 35.733°E                       |
| 1942年12月2日  | U-181    | 阿瑪黎斯號（Amarylis）                   | 巴拿馬   | 4,328  | 被擊沉於 28°14′S 33°24′E / 28.233°S 33.400°E                       |
| 1943年4月11日  | U-181    | 帝國杓鷸號（Empire Whimbrel）            | 英國     | 5,983  | 被擊沉於 02°31′N 19°18′W / 2.517°N 19.300°W                        |
| 1943年5月11日  | U-181    | 丁豪號（Tinhow）                         | 英國     | 5,232  | 被擊沉於 25°15′S 33°30′E / 25.250°S 33.500°E                       |
| 1943年5月27日  | U-181    | 西里萊雅號（Sicilia）                    | 瑞典     | 1,633  | 被擊沉於 24°31′S 35°12′E / 24.517°S 35.200°E                       |
| 1943年7月7日   | U-181    | 海鷹號（Harrier）                        | 南非     | 193    | 被擊沉於 29°00′S 34°00′E / 29.000°S 34.000°E                       |
| 1943年7月2日   | U-181    | 霍伊豪號（Hoihow）                       | 英國     | 2,798  | 被擊沉於 19°30′S 55°30′E / 19.500°S 55.500°E                       |
| 1943年7月15日  | U-181    | 帝國之湖號（Empire Lake）                | 英國     | 2,852  | 被擊沉於 21°27′S 51°47′E / 21.450°S 51.783°E                       |
| 1943年7月16日  | U-181    | 富蘭克林港號（Port Franklin）            | 英國     | 7,135  | 被擊沉於 22°36′S 51°22′E / 22.600°S 51.367°E                       |
| 1943年8月4日   | U-181    | 達爾弗蘭姆號（Dalfram）                  | 英國     | 4,558  | 被擊沉於 20°53′S 56°43′E / 20.883°S 56.717°E                       |
| 1943年8月7日   | U-181    | 烏姆武瑪號（Umvuma）                     | 英國     | 4,419  | 被擊沉於 20°18′S 57°14′E / 20.300°S 57.233°E                       |
| 1943年8月12日  | U-181    | 麥克阿瑟家族號（Clan Macarthur）         | 英國     | 10,528 | 被擊沉於 23°00′S 53°11′E / 23.000°S 53.183°E                       |

## 獲得榮譽
- 青銅級西班牙十字勳章（1939年6月6日）[7]
- 蘇台德紀念章（1939年9月16日）[17]
- U艇战斗勋饰（1944年10月12日）[7]
- U艇战斗章（1943年1月26日）[7]
- 義大利英勇十字勳章（1941年11月1日）[7]
- 鐵十字勳章（1939年）[7]
  - 二級（1940年1月25日）[17]
  - 一級（1940年5月15日）[17]
- 鑽石橡葉騎士佩寶劍鐵十字勳章
  - 騎士鐵十字勳章（1940年10月24日）[18]
  - 第142位佩掛「橡葉」（1942年11月13日）[18]
  - 第29位佩掛「寶劍」（1943年4月15日）[18]
  - 第7位加上「鑽石」（1943年8月9日）[18]
- 兩次表現於國防軍日報被提出

## 註解
1. ↑  關於盟軍的總擊沉噸位數一直有所爭議，各來源之資料亦不同，約是介於221,981噸和230,781噸之間[1][2][3][4]。另外也有消息來源指出，呂茨實際上應出擊了17次，因為有2次他的潛艇U-43過早離港而漏油，任務即取消[5]。

## 註腳
1. 1 2 3 4 5  Williamson（2006年），第19页
2. 1 2 3  Kurowski（1995年），第153页
3. ↑  Alman（1988年），第281页
4. ↑  Berger（1999年），第191页
5. ↑  Alman（1988年），第75-76页
6. ↑  Alman（1988年），第8页
7. 1 2 3 4 5 6 7 8  Berger（1999年），第190页
8. ↑  Range（1974年），第182页
9. ↑  Williamson（2006年），第18页
10. ↑  Alman（1988年），第159-161页
11. ↑  Kurowski（1995年），第131、149页
12. 1 2  Fraschka（1997年），第119-135页
13. ↑  Alman（1988年），第16页
14. ↑  Berger（1999年），第192页
15. ↑  Alman（1988年），第15页
16. ↑  Alman（1988年），第282-283页
17. 1 2 3  Busch & Röhn（2003年），第87页
18. 1 2 3 4  Scherzer（2007年），第518页